# Chronologie de la Finlande
Pour un article plus général, voir Histoire de la Finlande.
Cette chronologie de l'histoire de la Finlande nous donne les clés pour mieux comprendre l'histoire de la Finlande, l'histoire des peuples qui ont vécu ou vivent dans l'actuelle Finlande.

## Vers l'époque moderne
- 1640 : fondation de l'Académie royale d'Åbo, première université sur le sol finlandais.
- 1642 : parution de Biblia, se on Coco Pyhä Ramattu Suomexi (en), première traduction de la Bible en finnois (en).

## XVIIIesiècle
- 30 août 1721 : par le traité de Nystad, l'Empire russe annexe le sud-est de la Finlande.
- 7 août 1743 : par le traité d'Åbo, l'Empire russe annexe une partie supplémentaire du sud-est de la Finlande.

## XIXesiècle
- 25 mars 1809 : réunion de la Diète de Porvoo (fin le 19 juillet).
- 17 septembre 1809 : par le traité de Fredrikshamn, la Suède reconnaît l'annexion de la Finlande et d'Åland par l'Empire russe.
- 1831 : fondation de la Société de littérature finnoise.
- 1835 : Elias Lönnrot publie le Kalevala.
- 1863 : le finnois est reconnu langue officielle du grand-duché de Finlande, au même niveau que le russe et le suédois.

## XXesiècle
- 6 décembre 1917 : la Finlande proclame son indépendance.
- 27 janvier 1918 : début de la guerre civile finlandaise (fin le 15 mai).
- 14 octobre 1920 : signature du traité de Tartu avec la république socialiste fédérative soviétique de Russie.
- 16 décembre 1920 : la Finlande adhère à la Société des Nations.
- 27 février 1932 : rébellion de Mäntsälä.
- 30 novembre 1939 : début de la guerre d'Hiver contre l'Union soviétique.
- 12 mars 1940 : signature du traité de Moscou, fin de la guerre d'Hiver.
- 25 juin 1941 : début de la guerre de Continuation contre l'Union soviétique.
- 19 septembre 1944 : signature de l'armistice de Moscou, fin de la guerre de Continuation.
- 10 février 1947 : signature du traité de Paris.
- 19 juillet 1952 : début des Jeux olympiques d'Helsinki (fin le 3 août).
- 1955 : la Finlande adhère au Conseil nordique.
- 14 décembre 1955 : la Finlande adhère à l'Organisation des Nations unies.
- 1er août 1975 : signature des accords d'Helsinki.
- 1er janvier 1986 : la Finlande adhère à l'Association européenne de libre-échange.
- 1er janvier 1995 : la Finlande adhère à l'Union européenne.

## XXIesiècle
- 1er janvier 2002 : l'euro remplace le mark comme monnaie de la Finlande.
- 16 mars 2003 : le Parti du centre remporte les élections législatives.
- 17 avril 2003 : Anneli Jäätteenmäki devient la première femme à occuper le poste de Premier ministre.
- 29 janvier 2006 : Tarja Halonen est réélue présidente.
- 5 février 2012 : Sauli Niinistö est élu président.
- 1er mars 2017 : la loi d'application du mariage homosexuel entre en vigueur.
- 28 janvier 2018 : Sauli Niinistö est réélu président.
- 4 avril 2023 : la Finlande devient membre de l'Organisation du traité de l'Atlantique nord[1].
- 11 février 2024 : Alexander Stubb est élu président.